# Голконда (Илиноис)
Голконда (енгл. Golconda) град је у америчкој савезној држави Илиноис. По попису становништва из 2010. у њему је живело 668 становника.

## Демографија
Према попису становништва из 2010. у граду је живело 668 становника, што је 58 (8,0%) становника мање него 2000. године.
| Група             | 2000.       | 2010.       |
| Белци             | 690 (95,0%) | 640 (95,8%) |
| Афроамериканци    | 7 (1,0%)    | 11 (1,6%)   |
| Азијати           | 2 (0,3%)    | 2 (0,3%)    |
| Хиспаноамериканци | 3 (0,4%)    | 5 (0,7%)    |
| Укупно            | 726         | 668         |